# Myloniet

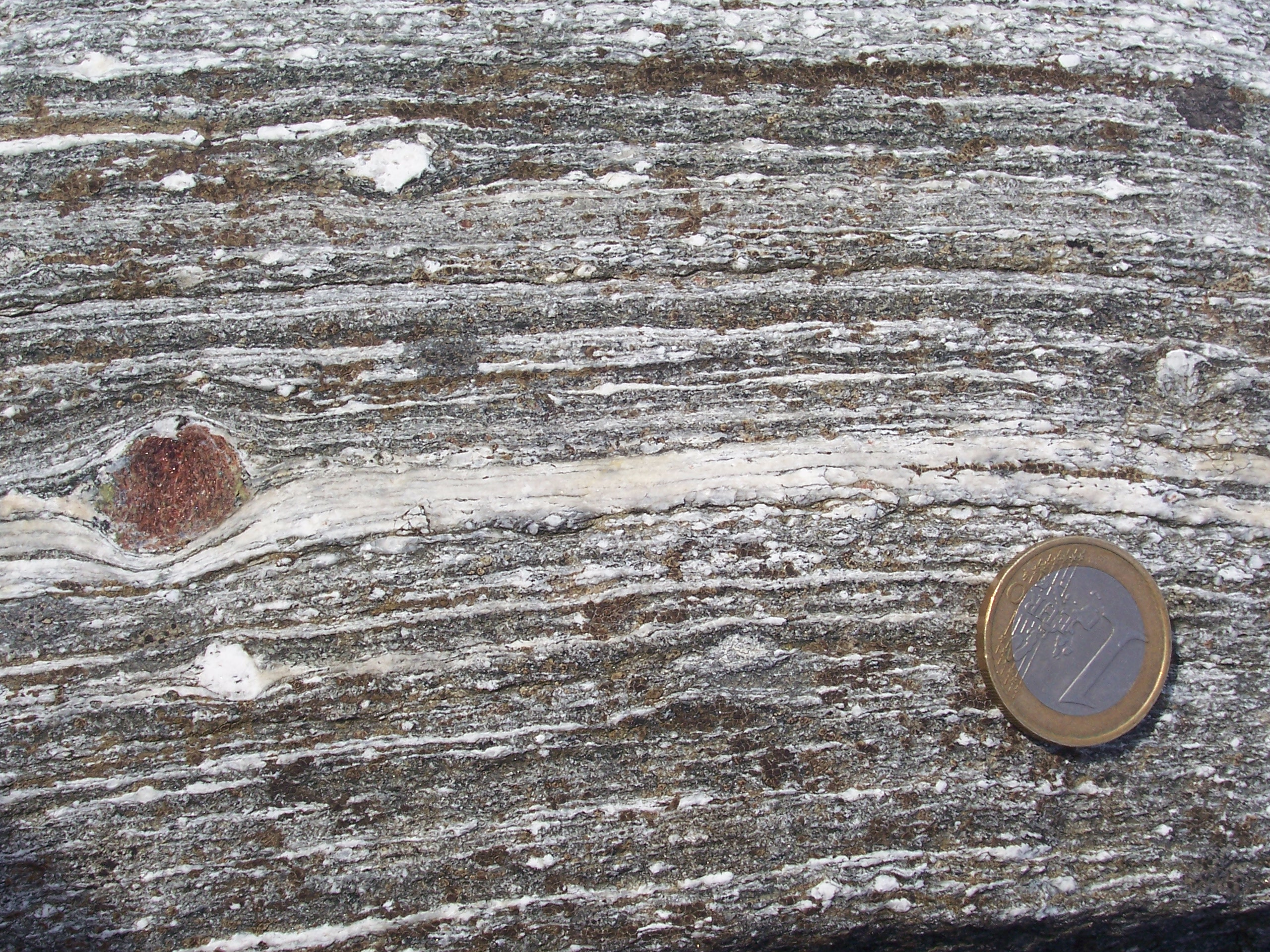
Mylonitische amfiboliet met een sterke foliatie. De rode klast is een granaat, de kleinere witte clasten zijn plagioklaas. Locatie: tektonisch contact van de (autochtone) Western Gneiss Region met gesteenten van de (allochtone) Blåhø nappe op Otrøy, Midden-Noorwegen.

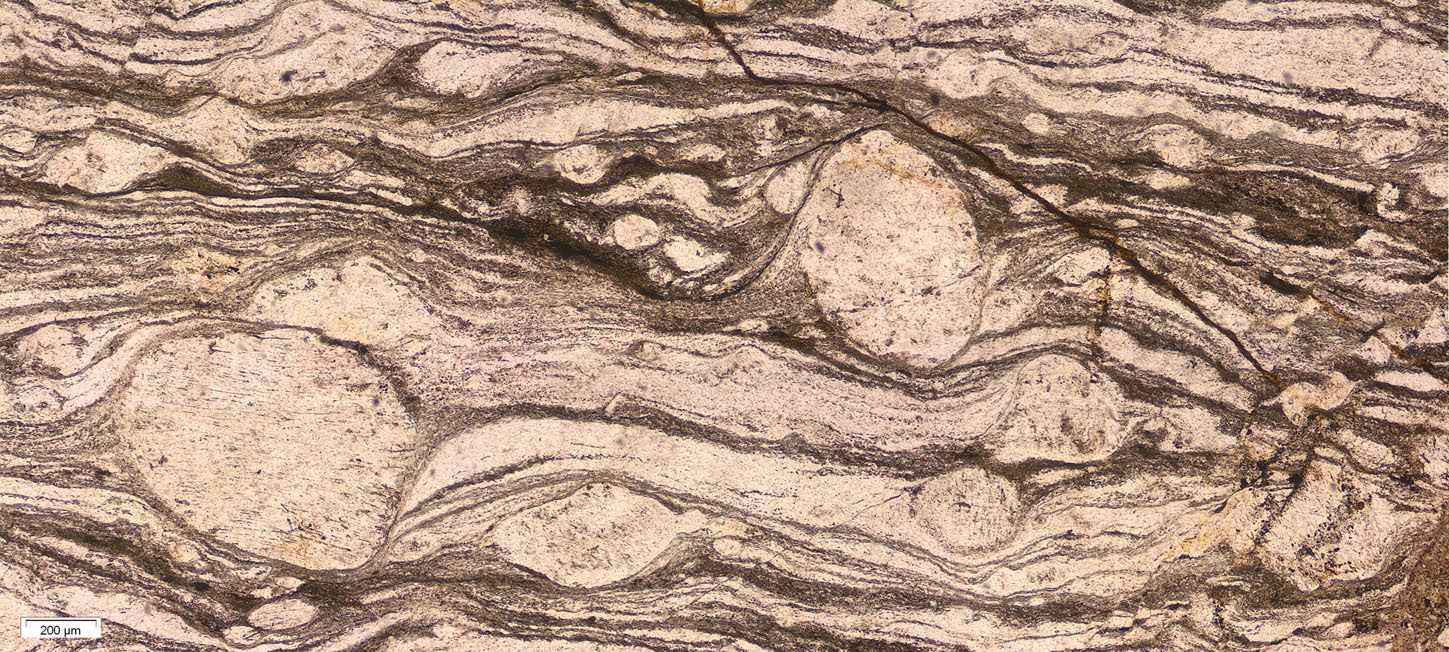
Een myloniet (onder de polarisatiemicroscoop) met geroteerde δ-klasten. De klasten geven aan dat de schuifrichting in deze aansnede dextraal was. Strona-Cenery-zone, Zuidelijke Alpen, Italië.

Myloniet is een sterk gefolieerd en/of gelinieerd tektonisch gesteente met een zeer kleine korrelgrootte. Het gesteente kan daarom wat weg hebben van een schist, maar het heeft geen splijting.
Myloniet ontstaat door lokalisering van plastische deformatie in de diepere delen van de aardkorst en in de aardmantel. Het is een door schuif sterk vervormd gesteente en dankt zijn kleine korrelgrootte ten opzichte van omliggend gesteente aan de dynamische rekristallisatie die bij de vervorming optrad. Mylonieten vormen zogenaamde schuifzones in de aardkorst, langgerekte en vlechtend vertakkende zones waar verschillende stukken korst langs elkaar geschoven zijn. Schuifzones zijn de diepere varianten van breuken.

## Gesteentekundige beschrijving
Myloniet is een naam die alleen slaat op de interne textuur en structuur van een gesteente en niets zegt over de mineralogische samenstelling. Soms heeft myloniet dezelfde samenstelling als de omliggende gesteenten buiten de schuifzone, maar hoeft niet het geval te zijn. De korrelgrootte van de myloniet is altijd veel kleiner dan in het omliggende gesteente. Vaak zijn in mylonieten wel grotere, soms uit één kristal bestaande klasten te vinden, die porfyroclasten worden genoemd. De overgang van het omliggende gesteente naar de schuifzone is altijd geleidelijk en nooit abrupt, de textuur en lithologie gaan dwars op de schuifzone gezien geleidelijk in elkaar over.
Myloniet kan zowel op metamorfe graad, lithologie als op deformatiestructuur geclassificeerd worden. Vaak worden mylonieten geclassificeerd op de verhouding tussen de matrix en klasten. Mylonieten met 10-50 % matrix worden dan protomyloniet genoemd, mylonieten met 50-90 % matrix mesomyloniet en bij meer dan 90 % matrix ultramyloniet. Andere namen zijn blastomyloniet voor een myloniet met grote korrels (door latere rekristallisatie) en fyloniet voor een myloniet die veel filosilicaten bevat (vooral mica's zoals chloriet).

## Vorming
De geleidelijke overgang van de structuren in het omliggende gesteente naar de mylonitische structuur laat zien dat de myloniet een grotere hoeveelheid vervorming gehad heeft dan het omliggende gesteente. Oorspronkelijke structuren zoals plooien of foliaties zijn zo sterk gedeformeerd dat ze bijna geheel veranderd zijn door de mylonitische foliatie. De lineaties in een myloniet zijn stretching lineations, gevormd door het zeer sterk uitrekken van oorspronkelijke structuren. Door de grote hoeveelheid vervorming zijn de korrels klein geworden als gevolg van dynamische rekristallisatie, waarbij uit microscopisch onderzoek is gebleken dat de verkleinende mechanismen kristal-plastisch van aard moeten zijn, zoals dislocatiekruip en drukoplossing.
In de diepere gedeelten van de aardkorst, waar ductiele deformatie plaatsvindt, komen geen breuken voor maar vindt beweging plaats over vlakken van hoge schuifspanning, schuifzones. Deze zones vormen vaak vlechtende patronen, waarbij het gesteente van de rand van de zone naar binnen toe gekeken steeds meer vervormd is. Mylonitisch gesteente komt alleen in het centrum van zulke zones voor.
Hoewel myloniet een definitie is die de textuur van een gesteente beschrijft, worden mylonieten altijd geïnterpreteerd als schuifzones.

## Voorkomen
Myloniet kan elke mogelijke protoliet hebben, maar meestal zal de schuifzone zich ontwikkelen in het zwakste gesteente van een gebied. In de Alpen en Pyreneeën bijvoorbeeld komt veel mylonitische gips en anhydriet voor. Ook kalksteen komt veel voor als moedergesteente. Zo vormen in de Cordillera Bética (Zuid-Spanje) mylonitische marmers de grens tussen (hardere) amfiboliet en schisten, die zelf bijna niet gedeformeerd zijn door de schuifspanning. Als zulke zwakkere zones van oorsprong niet aanwezig zijn, kan een myloniet zich echter ook ontwikkelen in hardere gesteenten, waarbij het gesteente dezelfde textuur krijgt.